# (32808) Bischoff
1990 TP2 (asteroide 32808) é um asteroide da cintura principal. Possui uma excentricidade de 0.11552340 e uma inclinação de 4.89247º.
Este asteroide foi descoberto no dia 10 de outubro de 1990 por Freimut Börngen e Lutz D. Schmadel em Tautenburg.